# Bouna (Ouindigui)
Pour les articles homonymes, voir Bouna.
Bouna est une localité du Burkina Faso située dans le département de Ouindigui, la province du Loroum et la région du Nord.

## Démographie
Lors du recensement de 2006, on y a dénombré 2 827 habitants. 

## Économie
Bouna a été équipé, en 2016 par l'ONG Fondation Énergies pour le Monde, d'une petite centrale photovoltaïque produisant 23 kWc pour environ 360 clients.

## Éducation et santé
En 2016-2017, la localité possède trois écoles primaires publiques.